# Вафельница

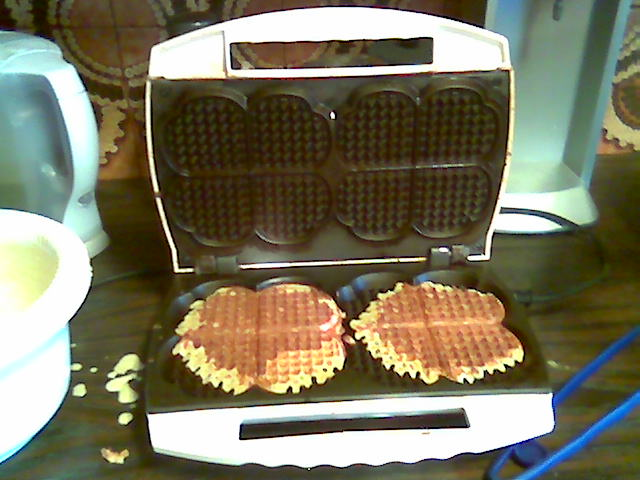
Современная бытовая электровафельница

Вафельница — прибор для выпечки вафельных листов, применяемых для приготовления вафель. В современных вафельницах, которые изготавливаются как в бытовом, так и в промышленном варианте, нагрев производится посредством электрического тока, поэтому они могут также называться электровафельницами. Первоначально же нагрев вафельницы осуществлялся на открытом огне или в печи, и сама она представляла собой две чугунные плиты, соединённые петлей друг с другом, к каждой из которых была прикреплена ручка.

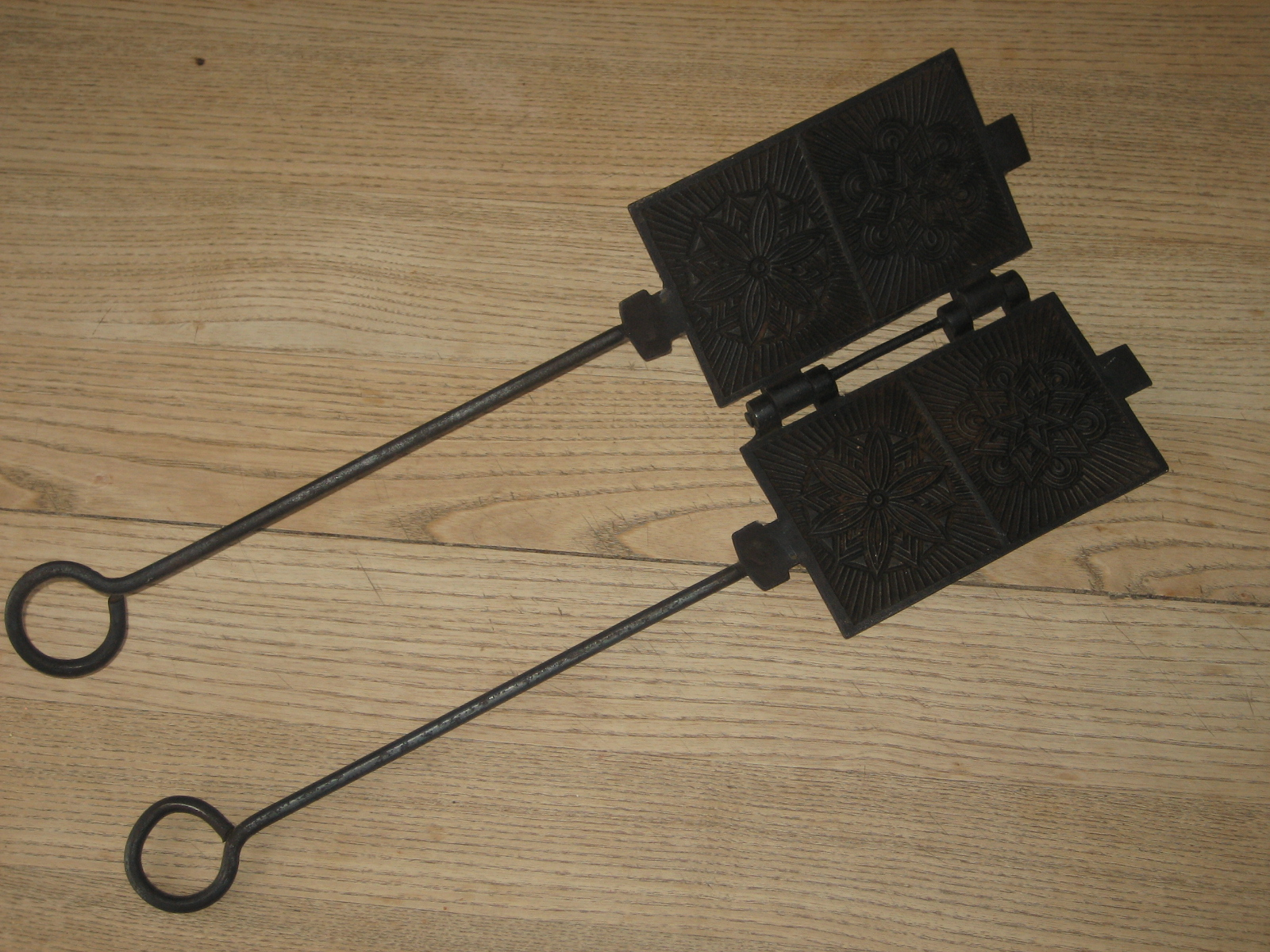
Чугунная вафельница

## Устройство
Электроприбор состоит из двух жарочных плит, соединенных шарнирно. Нагрев рабочих поверхностей прибора осуществляется за счет трубчатых электронагревательных элементов. Шарнирное устройство позволяет фиксировать верхнюю часть в открытом состоянии. Жарочные плиты изготовлены из алюминия, поверхность которого покрыта антипригарным покрытием.
Прибор может быть оснащён терморегулятором, позволяющим изменять нагрев плит в определённом интервале — обычно, 200—250 градусов. Опционально имеет таймер, сигнализирующий о готовности выпекаемой вафли. О готовности прибора к работе (нагреве до рабочей температуры) может информировать индикатор.
Современные вафельницы способны изготавливать вафли в виде трубочек и больших гофр.

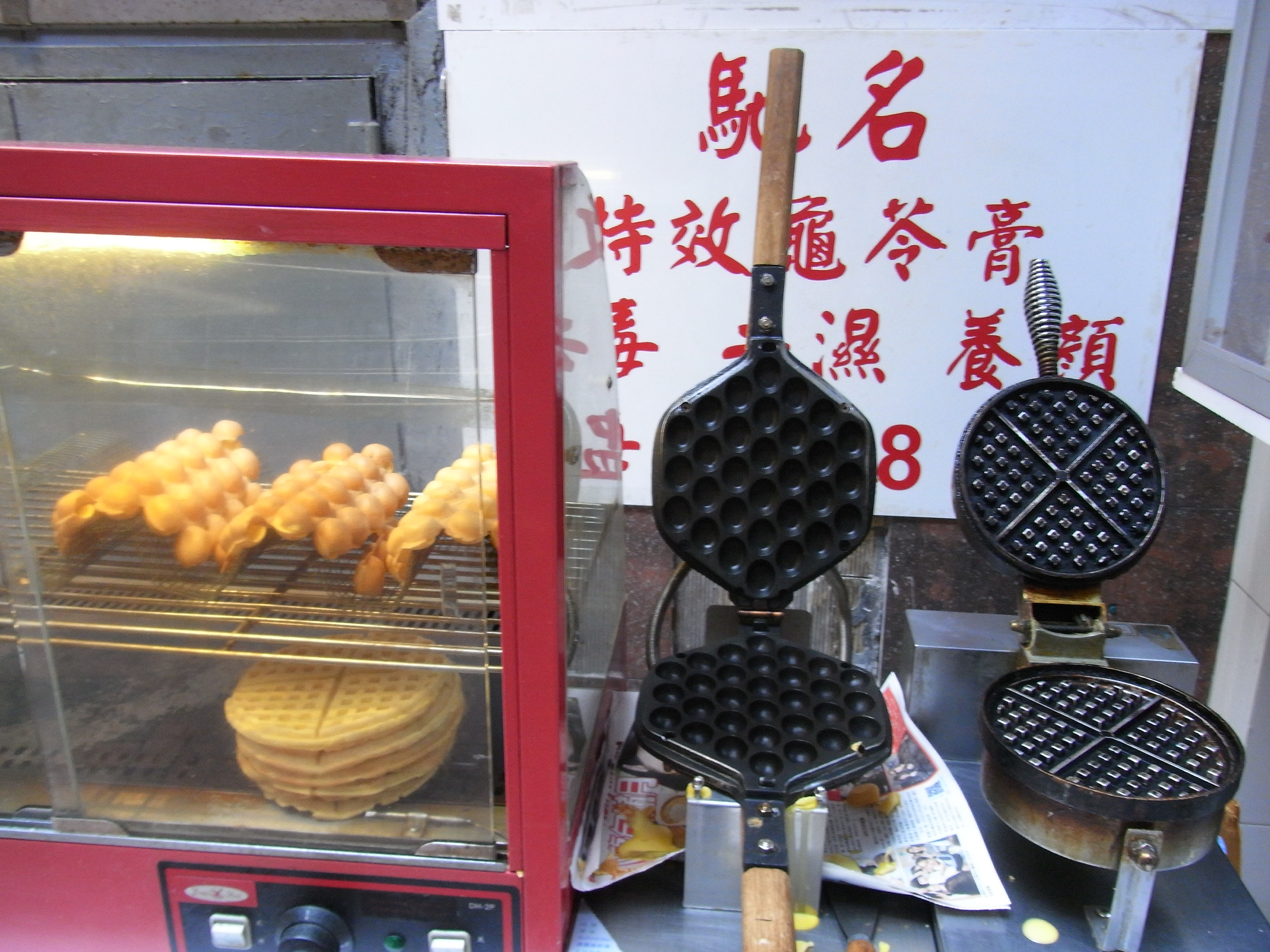
Гонконгские и бельгийские вафли на прилавке и вафельницы для их выпекания

## Производство в России

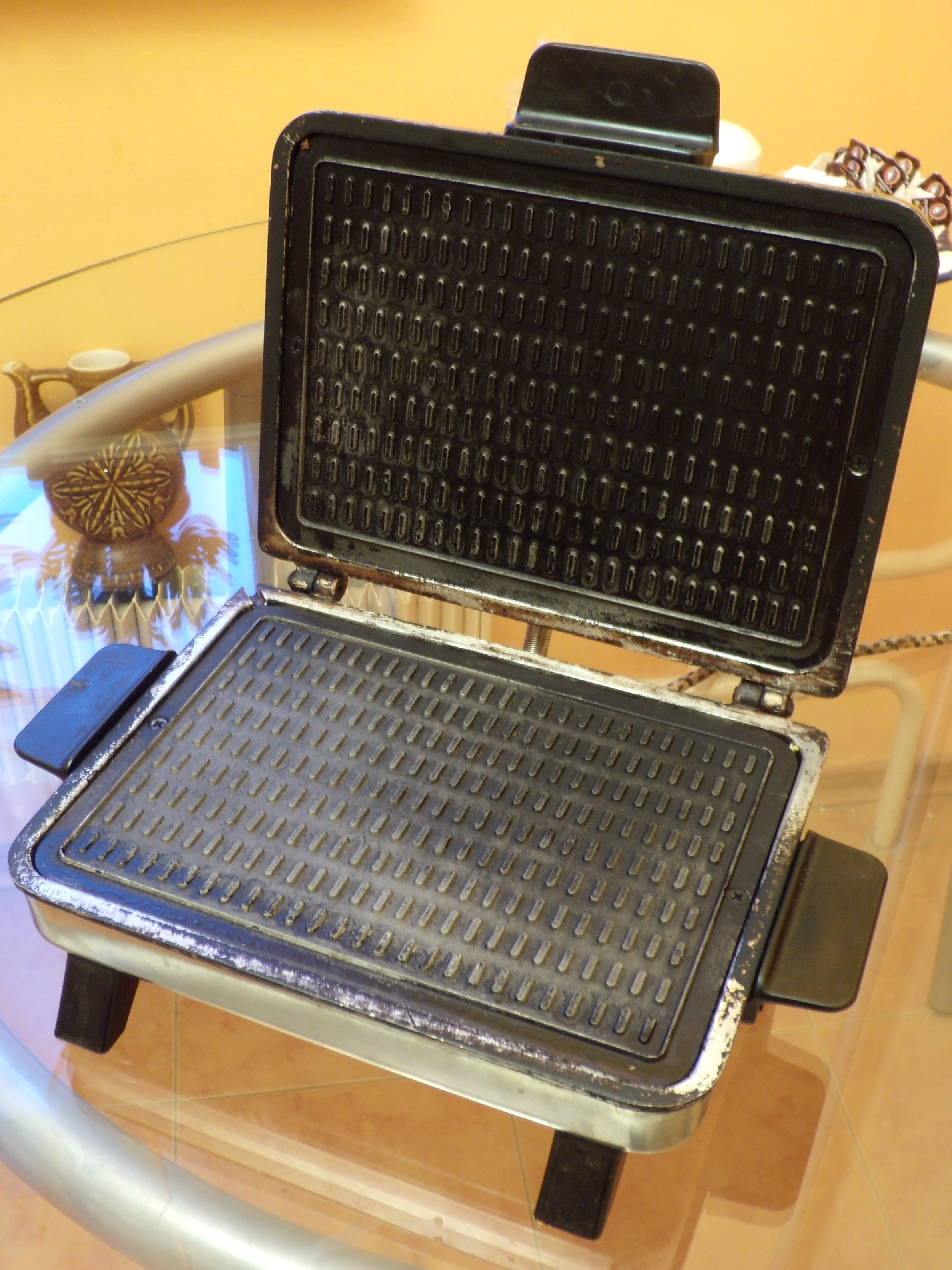
Советская электровафельница ЭВ 1,0

До революции, в Российской империи вафельницы изготавливал Каслинский чугунолитейный завод. Конструкция выглядела следующим образом: две металлические ручки, соединённые между собой (по тому же принципу что и части ножниц), к концам которых посредством клепки закреплены жарочные плиты из чугуна. На рабочей поверхности плит наносился рисунок или орнамент.
В конце 1950-х годов завод «Вольта» Министерства электропромышленности СССР начал выпуск электрической вафельницы. Реклама позиционировала прибор как «вкусную печку», способную выпекать вафли и печенье за 10–15 минут. Для приготовления вафель требовалось смазать формы, залить их тестом, закрыть и включить прибор в сеть. Вафли выпекались за 3–4 минуты.
В 80-х годах XX века в СССР бытовые электровафельницы выпускались производственным объединением «Спалис» («Октябрь») (Литовская ССР). Их конструктивными особенностями являлись прямоугольная форма жарочных плит и возможность демонтировать рабочие поверхности, что превращало прибор в жаровню для мяса или рыбы.
В СССР также было распространено технически сходное изделие — орешница — кондитерская форма для выпекания половинок (скрепляемых впоследствии начинкой) полых печений «орешков».